# NGC 1088
NGC 1088 este o galaxie spirală situată în constelația Berbecul. A fost descoperită în 25 octombrie 1786 de către William Herschel. Se află la o distanță de 96,65 de megaparseci de Pământ.